# Aufnahmekopf
Der Aufnahmekopf, auch Sprechkopf SK, ist ein Magnetkopf, ausgebildet als elektromagnetischer Wandler zur Speicherung von Schallsignalen in der Magnetschicht eines Tonbands.
Um akustische Signale speicherungsfähig zu machen, müssen sie zunächst in elektrische Signale umgewandelt werden. Eine solche Umwandlung erfolgt durch ein Mikrofon. Die vom Mikrofon abgegebene elektrische Spannung ist sehr klein, so dass sie zunächst elektrisch verstärkt werden muss, bevor sie dem Aufnahmekopf zugeführt werden kann.
Der Aufnahmekopf besteht aus einem magnetischen Ringkern. Seine wichtigsten Teile sind der Magnetkern, der unmagnetische Arbeitsspalt und die Spule. Mit Hilfe eines Kopfgehäuses sind sie zu einer kompakten Einheit zusammengefügt. Der Magnetkern besteht aus hochwertigem, weichmagnetischem Material, z. B. aus Mumetall oder Ferrit, mit besonderen Anforderungen bezüglich hoher Anfangspermeabilität, niedriger Koerzitivfeldstärke, hoher Sättigungsinduktion und hohem spezifischem Widerstand. Zur Reduzierung der Wirbelstromverluste wird der Magnetkern lamelliert oder es wird gesintertes Ferrit verwendet. Der magnetische Widerstand soll klein sein, was auf einen großen Eisenquerschnitt und eine kleine Eisenweglänge hinausläuft.
Gemäß der Definitionsgleichung der magnetischen Feldstärke H:
{\displaystyle \oint _{s}{\vec {H}}\ \mathrm {d} s=\sum _{n=1}^{N}I_{n}}
mit
- Stromstärke I
- Windungszahl N

erzeugt ein Wechselstrom I, der durch den als Ringkern ausgebildeten Aufnahmekopf fließt:
{\displaystyle I=I_{0}\cdot \sin \left(\omega t\right)}
mit
- Kreisfrequenz {\displaystyle \omega =2\cdot \pi \cdot f}
- Zeit t.

ein stromproportionales Magnetfeld.